# Shahrestān-e Dāmghān
Shahrestān-e Dāmghān (persiska: شهرستان دامغان, دامغان) är en delprovins (shahrestan) i Iran.   Den ligger i provinsen Semnan, i den centrala delen av landet, 260 km öster om huvudstaden Teheran.
Delprovinsen hade 94 190 invånare 2016.